# Biegonice
Biegonice (deutsch Laufendorf) ist ein südwestlicher Stadtteil von Nowy Sącz der Woiwodschaft Kleinpolen in Polen, auf der Hälfte des Weges zwischen dem Stadtzentrum und Stary Sącz, am rechten Ufer von Dunajec.

## Geschichte
In Biegonice gab es im frühen Mittelalter ein Slawischer Burgwall.
Der Ort wurde im Jahr 1280 im Gründungsprivileg des Klosters der Klarissen in (Stary) Sącz als Baganicy erstmals urkundlich erwähnt. Der patronymische Name ist vom Personennamen Biegan (im 16. Jahrhundert erhöhte sich der Vokal -a- zu -u- bzw. -o-) abgeleitet. Mit Barcice wurde es zum Musterdorf der deutschrechtlichen Gründungen durch die Klarissen, mehrmals erwähnt in ihren Gründungsprivilegien bis zum Jahr 1330. 1288 wurde die erste Holzkirche erbaut.
Politisch und administrativ gehörte das Dorf zum Königreich Polen (ab 1569 Adelsrepublik Polen-Litauen), Woiwodschaft Krakau, Kreis Sącz.

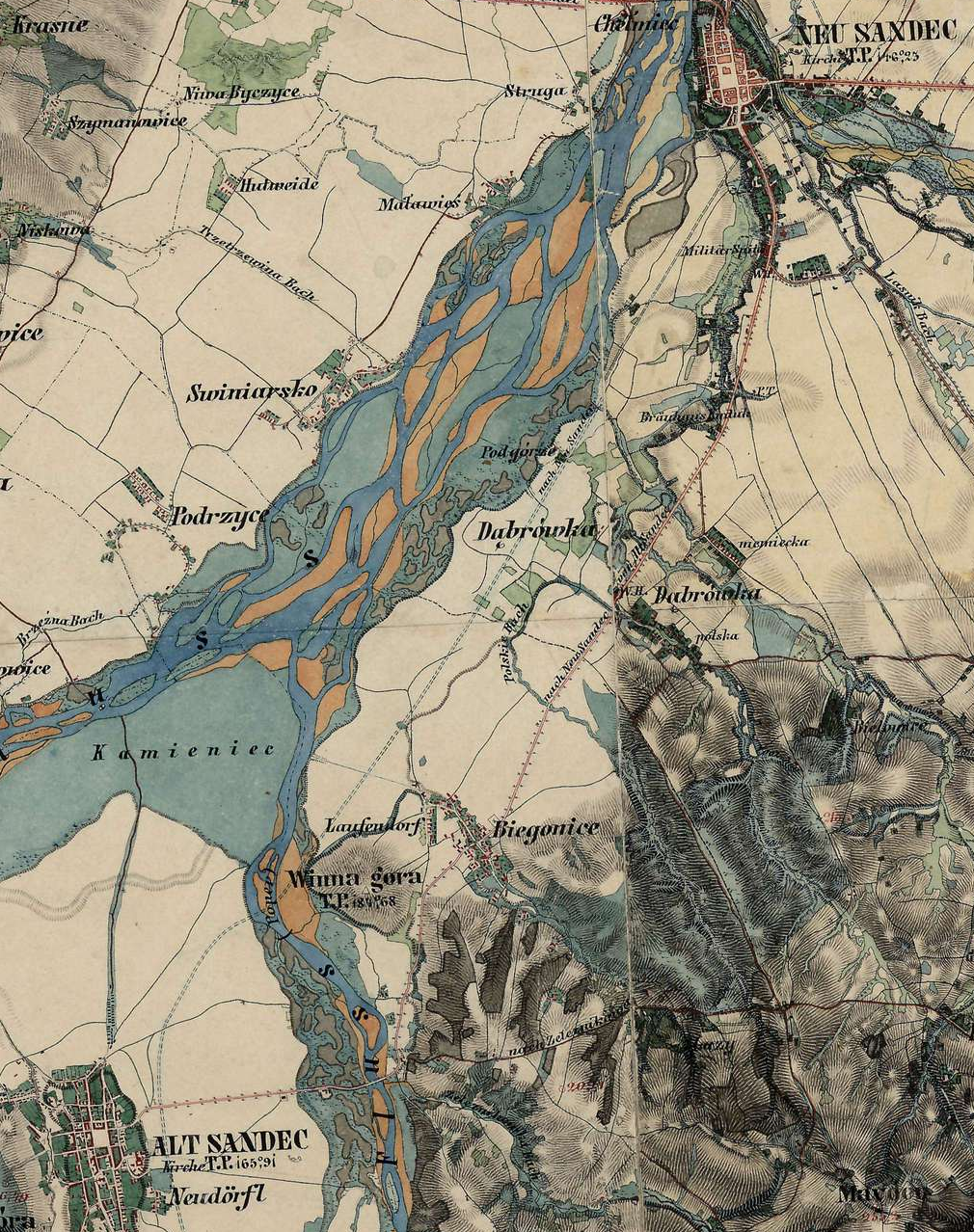
Biegonice und Dąbrówka, sowie die Kolonien Dąbrówka Niemiecka und Laufendorf mit den regelmäßigen Bebauungen, zwischen Alt Sandez und Neu Sandez in der Mitte des 19. Jahrhunderts

Bei der Ersten Teilung Polens kam Biegonice 1772 zum neuen Königreich Galizien und Lodomerien des habsburgischen Kaiserreichs (ab 1804).
Im Jahre 1783 wurden im Zuge der Josephinischen Kolonisation östlich des Dorfs deutsche Siedler gemischter Konfession angesiedelt. Damals erhielt der Ort den deutschen Nebennamen Laufendorf, eine freie Übersetzung von polnischen Verb biegać (laufen) mit dem Suffix -dorf. Die Protestanten gehörten der Pfarrgemeinde in Nowy Sącz. Die ersten Juden siedelten sich im Jahr 1857 an. Im Jahr 1900 hatte die Gemeinde Laufendorf, Biegonice eine Fläche von 642 Hektar, mit 95 Häusern und 694 Einwohnern, davon waren 655 polnischsprachig und 39 deutschsprachig, außer 623 Römisch-Katholiken gab es 13 Juden und 58 anderen Glaubens.
1918, nach dem Ende des Ersten Weltkriegs und dem Zusammenbruch der k.u.k. Monarchie, kam Biegonice zu Polen. Unterbrochen wurde dies nur durch die Besetzung Polens durch die Wehrmacht im Zweiten Weltkrieg.
Biegonice wurde 1974 bis 1977 schrittweise als Stadtteil von Nowy Sącz eingemeindet.

## Sehenswürdigkeiten

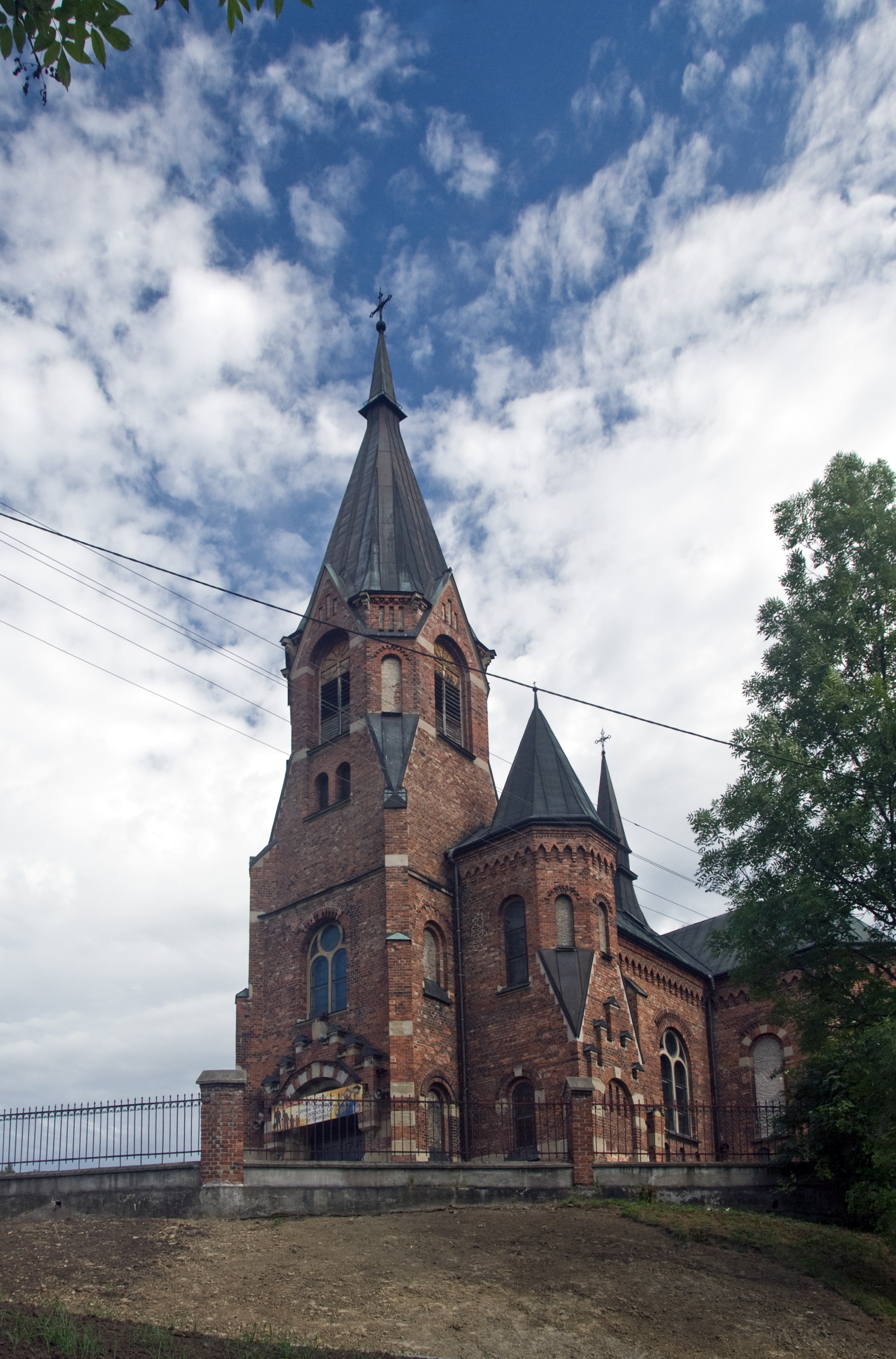
Lorenzkirche

- Römisch-katholische Lorenzkirche, gebaut 1906 bis 1909